# 헌터 (아기공룡 둘리)
헌터는 아기공룡 둘리의 등장인물로, 극장판 얼음별 대모험에서만 등장한다. 바요킹의 부하 중 한 명이다.

## 행적
우주에서 사냥 활동을 하는 우주 사냥꾼 중 한 명으로 등장하며, 고길동을 노리고 있다.(다른 두 명은 둘리 일당을 노리다가 희동이에게 마이콜의 기타로 얻어맞는다.) 고길동을 계속 쫓아가나 우주 해충에게 먹혀 고길동에게 화내면서 돌진한다. 우주에 혼자 남아서 가족을 그리워하는 고길동의 인공위성으로 뛰어내렸으나 고길동에게 국자로 얻어맞고, 얼음별에서는 갈림길에서 놓친 고길동의 얼음에 목을 베인다. 그리고 고길동을 납치해 바요킹의 감옥으로 가두다가 석방한다.
이후 우주선을 타고 둘리 일행을 포위하러 오는 중 고길동과 같이 온 가시고기와 부딪혀 추락한다.
이 극장판이 끝난 후 엔딩 크레딧에서는 이 인물로 보이는 자가 개과천선하면서 교통정리를 하는 것으로 보인다.

## 기타
- 그의 직업은 이름처럼 사냥꾼이고, 정체는 다른 우주 사냥꾼들과 같이 해골이다.
- 영어판 성우는 한국어판보다 더욱 악당스러운 목소리로 더빙했다.
- 둘리의 초능력으로 바요킹이 처치 당하여도 원래 모습으로 돌아오는 바요킹의 노예였던 사람들의 영혼과 달리 온몸은 여전히 뼈인 모습이다.(단, 이 자의 경우에는 바요킹의 저주로 인하여 변한 것이 아니다.)
- 바요킹의 부하이지만 바요킹과는 직접 대면하지는 않았다.